# Мартынов, Борис Сергеевич
Борис Сергеевич Мартынов (1882—1948) — русский и советский учёный-правовед, доктор юридических наук, профессор, специалист по земельному, промышленному и авторскому праву, в разные годы профессор Петроградского, Иркутского и Саратовского университетов.

## Биография
Борис Сергеевич Мартынов родился в 1882 году в дворянской семье.
- 1915 год — 1918 год — приват-доцент Петроградского Императорского университета по кафедре гражданского права и судопроизводства.
- 1918 год — 1919 год — и.д. ординарного профессора Иркутского университета по кафедре римского права.
- 1919 год — непродолжительное время профессор Саратовского университета.
- 1919 год — 1923 год — секретарь политико-юридического отделения факультета общественных наук Ленинградского государственного университета, преподаватель по кафедре «цивилистические науки».
- 30 августа 1919 года — арестовывался ЧК в числе других преподавателей ЛГУ[1][2].
- 1923 год — 1930 год — преподаватель факультета советского права ЛГУ.
- 1940 год — защита диссертации на соискание учёной степени доктора юридических наук на тему «Основные проблемы авторского права на литературные произведения. (К вопросу о пересмотре Закона об авторском праве)»[3].

Умер в 1948 году.

## Семья
- Первая жена — Мартынова Н. Н. (? — 1902) — умерла при родах.
  - Дочь — Случевская (Мартынова) Любовь Борисовна (1902 — 18.11.1935) — врач-психиатр.
  - Зять — Случевский Измаил Фёдорович (17.10.1903 — 21.6.1966) — учёный-психиатр, доктор медицинских наук, профессор.
    - Внук — Случевский Фёдор Измайлович (20.8.1931 — 6.11.1993) — учёный-психиатр, доктор медицинских наук, профессор.
- Вторая жена — Мартынова (Власова) Ольга Сергеевна.

## Основные публикации

### Монографии, учебные пособия
- Мартынов Б. С. Государственные тресты. — М., 1924. — 60 с.
- Мартынов Б. С. Земельный строй и земельные отношения РСФСР. — Л.: Наука и школа, 1925. — 221 с.
- Асканазий С. И., Мартынов Б. С. Гражданское право и регулируемое хозяйство. — Л., 1927.
- Мартынов Б. С., Песочинский Н. Л., Рабинович Н. В. Права и льготы научных работников: Сборник важнейших законодательных материалов / ред. М. М. Журавлёв. — Л.: Издательство НКТП, 1934. — 77 с.

### Статьи
- Мартынов Б. С. Семейная собственность у крестьян // Труды юридического общества при Императорском С.-Петербургском университете. Первое полугодие 1910 г. Т. III. — Тип. т-ва «Обществ. польза», 1911. — С. 270—337.
- Мартынов Б. С. Новый закон об отграничении земель // Журнал Министерства юстиции. — 1917. — № 5—6. — С. 274—287.
- Мартынов Б. С. Промышленное право СССР. (Основные организационные принципы) // Советское промышленное право. Очерки. — М.: Гостехиздат, 1929. — С. 7—19.
- Мартынов Б. С. Государственные промышленные тресты // Советское промышленное право. Очерки. — М.: Гостехиздат, 1929. — С. 65—97.
- Аскназий С. И., Ашкенудзе А. А., Гуревич И. С., Ельевич М. И., Мартынов Б. С., Райхер В. К. Рецензия на учебник: Гражданское право: Учеб. для юрид. вузов. Ч. 1. — М.: Юрид. изд-во НКЮ СССР, 1938. (Начало) // Советская юстиция : журнал. — 1939. — № 5. — С. 57—63.
- Аскназий С. И., Ашкенудзе А. А., Гуревич И. С., Ельевич М. И., Мартынов Б. С., Райхер В. К. Рецензия на учебник: Гражданское право: Учеб. для юрид. вузов. Ч. 1. — М.: Юрид. изд-во НКЮ СССР, 1938. (Продолжение) // Советская юстиция : журнал. — 1939. — № 6. — С. 62—67.
- Аскназий С. И., Ашкенудзе А. А., Гуревич И. С., Ельевич М. И., Мартынов Б. С., Райхер В. К. Рецензия на учебник: Гражданское право: Учеб. для юрид. вузов. Ч. 1. — М.: Юрид. изд-во НКЮ СССР, 1938. (Окончание) // Советская юстиция : журнал. — 1939. — № 23—24. — С. 32—39.
- Аскназий С. И., Ашкенудзе А. А., Гуревич И. С., Ельевич М. И., Мартынов Б. С., Райхер В. К. Условное осуждение и проект Уголовного кодекса Союза ССР // Советская юстиция : журнал. — 1939. — № 6. — С. 32—36.
- Мартынов Б. С. Рецензия на учебник: Земельное право: Учеб. для юрид. вузов/ Сост.: М. А. Гурвич, Л. И. Дембо и др. — М.: Юрид. изд-во НКЮ СССР, 1940. — 225 с. // Советская юстиция : журнал. — 1941. — № 4. — С. 12—14.
- Мартынов Б. С. Проблема закономерностей развития римского права // Научная сессия, посвященная 20-летию существования Всесоюзного института юридических наук (1925 −1945). Тезисы докладов. — М.: Изд-во ВИЮН, 1946. — С. 32—33.
- Мартынов Б. С. Права авторства в СССР // Ученые труды. Ученые труды ВИЮН. Вып. 9. — М.: Юрид. изд-во МЮ СССР, 1947. — С. 132—177.